# Qualea belemnensis
Qualea belemnensis är en tvåhjärtbladig växtart som beskrevs av Stafleu. Qualea belemnensis ingår i släktet Qualea och familjen Vochysiaceae. Inga underarter finns listade i Catalogue of Life.